# Al-Ghizlan
Al-Ghizlan (arab. الغزلان) – wieś w Syrii, w muhafazie Aleppo, w dystrykcie Afrin. W 2004 roku liczyła 154 mieszkańców.